# 马来鸻
马来鸻（学名：Anarhynchus peronii）是一种分布于东南亚海岸地带的小型（重约35-42克）涉禽，隶属于鸻科鸻属。

## 描述
马来鸻体长约15厘米（5.9英寸）。雄鸟可以通过颈部上的一条黑色细带来识别；雌鸟则有一条棕色的细带。其腿是苍白的。其名叫是柔和的twit。